# Saint-Just-la-Pendue
Saint-Just-la-Pendue település Franciaországban, Loire megyében. Lakosainak száma 1644 fő (2022. január 1.). Saint-Just-la-Pendue Fourneaux, Bussières, Chirassimont, Croizet-sur-Gand, Néronde, Neulise, Sainte-Colombe-sur-Gand és Saint-Marcel-de-Félines községekkel határos.

## Népesség
A település népessége az elmúlt években az alábbi módon változott:
| Lakosok száma | 1810 | 1656 | 1466 | 1510 | 1651 | 1658 | 1642 | 1656 | 1661 | 1644 |
|               | 1968 | 1982 | 1990 | 2006 | 2013 | 2015 | 2017 | 2019 | 2020 | 2022 |